# 武威公主 (沮渠氏)
武威公主（?—?），中国北凉武宣王沮渠牧犍之女，母亲是北魏武威公主。
433年，魏太武帝把妹妹武威公主嫁给北凉王沮渠牧犍。439年，北凉灭亡，沮渠牧犍归降北魏。太平真君八年（447年），有人密告沮渠牧犍谋反，沮渠牧犍被赐死。太武帝又将武威公主嫁给左将军、南郡公李盖。
献文帝初年，高潜归降北魏，赐爵开阳男，居辽东，献文帝将武威公主之女嫁给高潜，亦封武威公主，和母亲封号相同。高潜拜驸马都尉，加宁远将军，其子高崇。武威公主痛心娘家绝嗣，遂以高崇继沮渠牧犍后，改姓沮渠。景明年间，启复本姓，袭父爵。